# Terrain de tir à l’arc olympique
Das Terrain de tir à l’arc olympique war eine Sportstätte für Bogenschießen in der kanadischen Stadt Joliette.

## Geschichte
Als Montreal im Mai 1970 als Austragungsort für die Olympischen Sommerspiele 1976 auserwählt wurde, wurde nach Rücksprache mit der Fédération Internationale de Tir à l’Arc (FITA) am 9. Juli 1974 die Stadt Joliette als Austragungsort für Bogenschießwettbewerbe auserwählt. Zwar verfügte die Stadt bereits über mehrere Bogenschießanlagen, jedoch waren diese zu klein, um die olympischen Wettbewerbe auszutragen. Somit begannen die Verantwortlichen des Organisationskomitees 1974 mit dem Bau des Terrain de tir à l’arc olympique. Dieses wurde auf der gegenüberliegenden Straßenseite der bereits bestehenden Anlage am Boulevard Base-de-Roc errichtet. Neben eine Zuschauertribüne mit einer Kapazität von 2000 Sitzplätzen wurden auch ein Parkplatz sowie drei Gebäude errichtet. Die bereits bestehende Anlage wurde als Trainingsstätte genutzt.
Zwar ist die Tribüne noch immer vorhanden, jedoch wurde das Feld zwischenzeitlich zu einem Fußballfeld umfunktioniert. Der örtliche Bogenschießverein Club de tir à l’arc de Joliette nutzt nach wie vor die Anlage, welche als Trainingsanlage während den Spielen gedient hatte.